# Jetzt erst recht
Albums de LaFee
LaFee (album)
(2006) Shut Up
(2008)
Singles
Jetzt erst recht est le deuxième album studio de la chanteuse LaFee sorti le 6 juillet 2007.

## Liste des chansons
1. Jetzt erst recht - 4:07
2. Heul doch - 4:00
3. Du bist schön - 3:27
4. Der Regen fällt - 4:34
5. Beweg dein Arsch - 2:40
6. Wer bin ich - 4:27
7. Küss mich - 4:38
8. Zusammen - 4:02
9. Stör ich - 4:00
10. Für dich - 3:47
11. Weg von dir - 3:53
12. Heiss - 3:25

### Bravo Edition
Le 23 novembre 2007, une édition de Bravo Jetzt erst recht a été publié qui contient d'autres chansons.
1. "Es tut weh" - 4:02
2. "Warum" (Orchester version) - 3:57
3. "Der Regen fällt" (Orchester version) - 4:12
4. "Weg von dir" (Orchester version) - 3:53
5. "Wer bin ich" (Orchester version) - 4:28
6. "Sterben für dich" (Orchester version) - 3:03

## Charts
| Charts    | Meilleure position | Certification |
| --------- | ------------------ | ------------- |
| Allemagne | 1                  | Platine       |
| Autriche  | 1                  | Or            |
| Suisse    | 14                 |               |
| France    | 79                 |               |
| Italie    | 94                 |               |